# Iku-Turso
Iku-Turso var en finländsk ubåt som tjänstgjorde under det andra världskriget. Namnet betyder ungefär "den evige Tursas", efter en krigsgud i den finska mytologin, som motsvaras av åskguden Tor i den nordiska mytologin.

## Fartyg i klassen
- CV 702 Vetehinen
- CV 703 Vesihiisi
- CV 704 Iku-Turso